# Baldershausen
Baldershausen ist ein Ortsteil des Marktes Pfeffenhausen im niederbayerischen Landkreis Landshut.

## Geographie und Verkehrsanbindung
Das Kirchdorf liegt nördlich des Kernortes Pfeffenhausen an der Kreisstraße LA 57. Unweit nördlich verläuft die Staatsstraße St 2142. Westlich verläuft die B 299.

## Geschichte
Paltherishusan wurde bereits zwischen 1091 und 1098 in den Freisinger Traditionen erwähnt. Im Jahr 1500 gehörte Paltershausen zur Hofmark Oberlauterbach und wird später immer im Zusammenhang mit Oberlauterbach gesehen. Im Jahre 1671 bestand es aus einem Hof, drei Gütern und zwei Sölden. Mit der Gemeinde Oberlauterbach wurde Baldershausen im Zuge der Gebietsreform in Bayern am 1. Mai 1978 in die Großgemeinde Pfeffenhausen eingegliedert.

## Sehenswürdigkeiten
In der Liste der Baudenkmäler in Pfeffenhausen ist für Baldershausen ein Baudenkmal aufgeführt:
- Die katholische Filialkirche St. Johannes d. T. ist eine Saalkirche mit eingezogenem Chor. Turm und Chor sind spätgotisch und stammen aus der Zeit um 1447. Das Langhaus wurde im Jahr 1764 fertiggestellt. Der nordseitige Turm trägt einen Spitzhelm.